# Heinkel He 343
Heinkel He 343 – czterosilnikowy samolot bombowy z napędem odrzutowym opracowany przez Heinkel w III Rzeszy. Konstrukcje oparto na koncepcji Arado Ar 234. Plany He 343 zostały odnalezione przez ZSRR w 1945 roku a w 1946 wykorzystano je przy produkcji Iljuszyna Ił-22. 
Zaprojektowano cztery wersje samolotu: bombowiec He 343 A-1, samolot zwiadowczy A-2, oraz ciężkie myśliwce – A-3 i B-1 Zerstörer.

## Historia
W styczniu 1944 niemiecka wytwórnia Heinkel otrzymała zlecenie na stworzenie czterosilnikowego bombowca, który mógłby być gotowy w jak najkrótszym czasie. Mimo iż wytwórnia pracowała już nad podobnym projektem (P.1068) zadecydowano, że będzie to zmodyfikowana wersja Arado Ar 234 ze zwiększonymi wymiarami. He 343 był znany nieoficjalnie jako Strabo 16 (Strabo był skrótem od Strahlbomber (bombowiec odrzutowy), a 16 wzięło się od początkowej masy startowej (16 ton)), zanim nadano mu numer 343.
Początkowo w bombowcu miał być zastosowany silnik Jumo 004B, ale liczono na to, że do czasu ukończenia prototypu He 343 będzie gotowy Jumo 004C. Zaplanowane zostały cztery wersje He 343:
- He 343A-1 – bombowiec. W zależności od zastosowanych silników, ładunek bomb wynosił od 2000 kg do 3000 kg, przy czym 2000 kg miało być przenoszone wewnątrz, a 1000 kg na zewnątrz[1].
- He 343A-2 – wersja zwiadowcza. Model był podobny do A-1, ale zamiast bomb w przedziale bombowym miały się znajdować dwa aparaty Rb 75/30[1].
- He 343A-3 – Zerstörer (niszczyciel). Standardowym uzbrojeniem tego wariantu miały być cztery działka MK 103 kalibru 30 mm strzelające do przodu, z zapasem 400 naboi każde, montowane w przedziale bombowym, lub dwa działka MK 103 o kalibrze 30 mm z zapasem 100 naboi każde i dwa działka MG 151 o kalibrze 20 mm z zapasem 200 naboi każde[1].
- He 343B-1 – Drugi Zerstörer. Główna różnica polegała na tym, że zamiast dwóch stałych działek tylnych w tylnej części kadłuba, w skrajnej tylnej części kadłuba zamontowano zdalnie sterowaną wieżyczkę FHL 151Z. Spowodowało to konieczność przeprojektowania ogona na dwupłatowy i sterowy[1].

Na początku 1944 r. złożono zamówienie na dwadzieścia samolotów He 343, lecz pod koniec roku zamówienie zostało anulowane. Po zakończeniu wojny ZSRR wykorzystało projekt Heinkla do stworzenia Ił-22, zwiększając wymiary i podnosząc liczebność załogi.